# Nunchuk

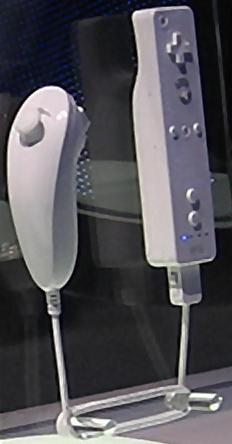
El Nunchuk (esquerra) connectat en un model de comandament de Wii d'abans de llençar-se al mercat, com va ser mostrat al E3 2006

El Nunchuck™ és una expansió del comandament remot de la Wii. El seu nom prové de nunchaku, una arma d'arts marcials, ja que en connectar-lo al Wiimote té una aparença similar a un nunchaku. Disposa, igualment com el comandament, d'un sensor de moviment que permet a l'usuari interactuar i manipular elements a la pantalla mitjançant la detecció de moviment, el reconeixement de gestos i l'apuntador que s'utilitza per a la consola, utilitzant acceleròmetre i tecnologia de sensor òptic.
Un cop es connecta el nunchuck al comandament, s'afegeixen tres botons:
- Botó C
- Botó Z
- Stick analògic de control

El sensor de moviment, s'utilitza principalment per desplaçar el personatge i fer alguns moviments, com en el joc de boxa de Wii Sports, al qual s'han d'utilitzar els dos comandaments, un per a cada puny.

## Història
El desenvolupament d'un controlador amb moviment va començar amb el desenvolupament de la consola Wii l'any 2001. En aquest any, Nintendo va llicenciar una sèrie de patents de detecció de moviment per Gyration Inc., una empresa que produeix ratolins sense fil per a ordinadors amb detecció de moviment. Gyration havia presentat prèviament la seva idea de patent d'un controlador de moviment a Sony i Microsoft, que tots dos van rebutjar. Llavors Nintendo va encarregar a Gyration que li creés un controlador amb una sola mà, que finalment es va convertir en el "Gyropode", un joc més tradicional que va permetre que la seva meitat dreta s'allunyés per controlar el moviment. En aquest moment, Gyration va incorporar una empresa de disseny separada, Bridge Design, per ajudar a presentar el seu concepte a Nintendo. Sota el requisit de "preservar aproximadament el disseny de botons del Game Cube existent", va experimentar amb diferents formes "a través d'esbossos, models i entrevistant a diversos jugadors hardcore". Entre finals del 2004 i principis del 2005, Nintendo havia inventat la "forma de vareta" menys tradicional del comandament Wii i el disseny de l'accessori Nunchuk. Nintendo també havia decidit utilitzar un sensor de moviment, un punter d'infraroig i la disposició dels botons, i a finals de 2005 el controlador estava llest per a la producció en massa.
A Espanya es va llançar el 2006. Les aplicacions desenvolupades són múltiples. Des de la millora del rendiment acadèmic fins a la pràctica esportiva.